# Two Prudential Plaza

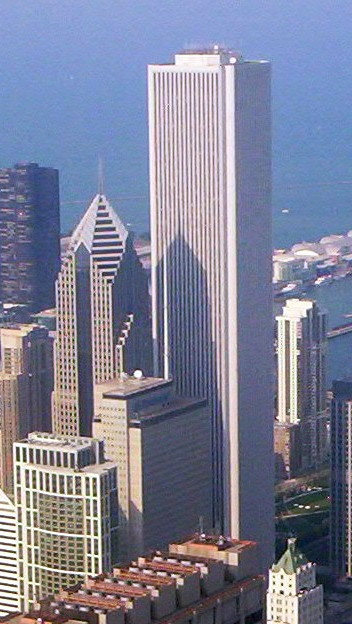
Uitzicht op Two Prudential Plaza en Aon Center vanuit de Willis Tower

Two Prudential Plaza is een wolkenkrabber in Chicago. Het werd gebouwd in 1990 en is 303 m hoog. Het is het op vier na hoogste gebouw in Chicago en het tiende hoogste gebouw in de Verenigde Staten. Het gebouw is ontworpen door de firma Loebl, Schlossman & Hackl, met Stephen T. Wright als hoofd ontwerpen. Het gebouw is geëerd met 8 prijzen.
Toen Two Prudential Plaza werd voltooid was het 's werelds tweede hoogste gebouw versterkt met beton. Zijn unieke vorm is onder andere te herkennen aan de gestapelde strepen op de noord- en de zuid zijden, een piramidevormige spits (45° gedraaid) en een 24 m hoge spits.
Het gebouw is aangesloten aan One Prudential Plaza (formeel bekend als het Prundential Building).